# Vejorís
Vejorís es una localidad española del municipio de Santiurde de Toranzo, perteneciente a la comunidad autónoma de Cantabria. 

## Geografía
La localidad se encuentra a 186 m s. n. m. y a 4 kilómetros de la capital municipal, Santiurde de Toranzo.

## Historia
Hacia mediados del siglo XIX, el lugar, ya por entonces perteneciente al municipio de Santiurde de Toranzo, tenía contabilizada una población de 200 habitantes. Aparece descrito en el decimoquinto volumen del Diccionario geográfico-estadístico-histórico de España y sus posesiones de Ultramar de Pascual Madoz con las siguientes palabras:

VEJORIS: l. en la prov. y dióc. de Santander, part. jud. de Villacarriedo, aud. terr. y c. g. de Búrgos, ayunt. de Santiurde de Toranzo: sit. en terreno desigual; su clima es frio, pero sano. Tiene 50 casas; escuela de primeras letras; igl. parr. (Sto. Tomás Apóstol) servida por un cura y un beneficiado de presentacion del diocesano; una ermita propiedad particular; y buenas aguas potables. Confina con pueblos del ayunt. á que corresponde. El terreno es montuoso, formando cord. y valles amenizados por arroyuelos de mas ó menos consideracion, segun el terr. que recorren; en unas y otros se ven cas. ó cabañales para guardar el ganado en determinadas épocas. Los caminos son locales. prod.: maiz y pastos para el ganado que cria, que es lo que constituye la principal y casi única riqueza del pais. pobl.: 48 vec., 200 alm. contr.: con el ayunt.
(Madoz, 1849, p. 638)

En 2024, la entidad singular de población de Vejorís tenía empadronados 126 habitantes, todos ellos en el núcleo de población de ese nombre.

## Personajes ilustres
- Fray Juan de Quevedo, religioso franciscano, primer obispo de la región de Castilla del Oro, actual Panamá (Vejorís, c. 1450-Barcelona, 1519).